# Trust (película de 2010)
Trust (titulada en Hispanoamérica Pérdida de la inocencia y en España Puedes confiar en mí) es una película dramática estadounidense de 2010, dirigida por David Schwimmer y protagonizada por Liana Liberato, Clive Owen y Catherine Keener. 
La película trata la historia de Annie, una chica de 14 años que conoce a un pederasta en la red, quien se hace pasar por un chico de su edad.
Por su papel en esta cinta, la actriz Liana Liberato ganó el premio de la Asociación de Críticos de Cine de Chicago a la Mejor Actriz.

## Argumento
Annie Cameron es una adolescente de 14 años que no encuentra su sitio en el instituto y se siente inferior a otras chicas guapas y populares que continuamente hablan de sus ligues y relaciones sexuales. Entonces, conoce vía Internet a un tal "Charlie", un joven de otra ciudad con el cual inicia una amistad basada en sus conversaciones por el "Teen Chat", lo que luego deriva en una relación amorosa, incluyendo ya no solo el vínculo vía web, sino también el contacto por mensajes de texto y llamadas telefónicas. 
En un principio, Annie cree que Charlie tiene 16 años y que es un joven interesado en el voleibol como ella. Pero a medida que avanza la historia, Charlie le confiesa tener 20 años. Luego admite tener en realidad 25 años y Annie, aunque se sorprende mucho y no le agrada la idea de que le mienta, no le da mayor importancia, de hecho, siente algo de curiosidad por este joven un tanto mayor que ella que declara sentirse profundamente atraído hacia ella. 
El día en que su hermano mayor, Peter Cameron, parte hacia la universidad junto a sus padres Will y Lynn Cameron, Annie acuerda reunirse con Charlie en el centro comercial de su ciudad ya que, para la ocasión, él viaja desde otro estado para verla. Al encontrarse, Annie se da cuenta de que Charlie seguía mintiéndole, pues es mucho mayor de lo que él había admitido, y al menos tenía 35 años de edad. Frente a la perplejidad de Annie, Charlie intenta calmarla diciéndole que la edad no importa y que no debe preocuparse por lo demás. El hombre se asegura de que esa tarde juntos sea lo más agradable posible para Annie y termina con los dos en un motel donde terminan teniendo relaciones sexuales. Después de aquello, Annie intenta contactar con Charlie para hablar de ello pero él la ignora.
Brittany, su mejor amiga, ve como Annie salía del centro comercial con un hombre mucho mayor de lo que ella le había comentado, y cuando al día siguiente Annie le confesó lo que había pasado, se alarma y avisa al instituto de lo acontecido para que se informe a las autoridades. La vida de Annie y de su familia se convierte en un caos, pues mientras la joven confía ciegamente en que su agresor la amaba, su padre buscará desesperadamente la forma de dar con él, incluso deseando matarlo. Desafortunadamente la joven será informada por el FBI de que su amado, la primera persona con la que había mantenido relaciones sexuales, no era más que un pederasta y que ella no era su única víctima. Más tarde, Brittany le informa de que en la red han colgado su foto, dirección y número como si fuera una prostituta. Annie sufre un ataque de pánico e intenta suicidarse tomando una sobredosis de medicamentos, pero sus padres la encuentran a tiempo y la llevan a urgencias. Al día siguiente, Annie se levanta muy temprano y encuentra a su padre en el jardín; él le habla sobre la confianza hacia al mundo que ella sentía desde pequeña y que él le ha fallado por no haberle podido proteger. Los dos acaban abrazándose y llorando.
Cuando pasan los créditos, se revela un vídeo casero en el que se da a conocer que Charlie en realidad se llama Graham Weston, es un profesor de física en un instituto. Está casado y tiene un hijo pequeño, lo que da a entender que cualquiera es capaz de hacer cosas semejantes.

## Elenco
- Liana Liberato como Annie Cameron.
- Clive Owen como Will Cameron.
- Catherine Keener como Lynn Cameron.
- Spencer Curnutt como Peter Cameron.
- Viola Davis como Gail, la psicóloga.
- Chris Henry Coffey como Graham Weston o "Charlie".
- Jason Clarke como Doug Tate, el agente del FBI que va en busca del agresor.
- Zoe Levin como Brittany, amiga de Annie.
- Noah Emmerich como Al Hart, compañero de trabajo de Will.
- Noah Crawford como Tyler Martel.

## Producción
Ambientada en Estados Unidos, la película fue rodada en diversos lugares de Míchigan, entre ellos: Dexter, Plymouth y en la Universidad de Míchigan, ubicada en Ann Arbor.